# ワヤン・クリ

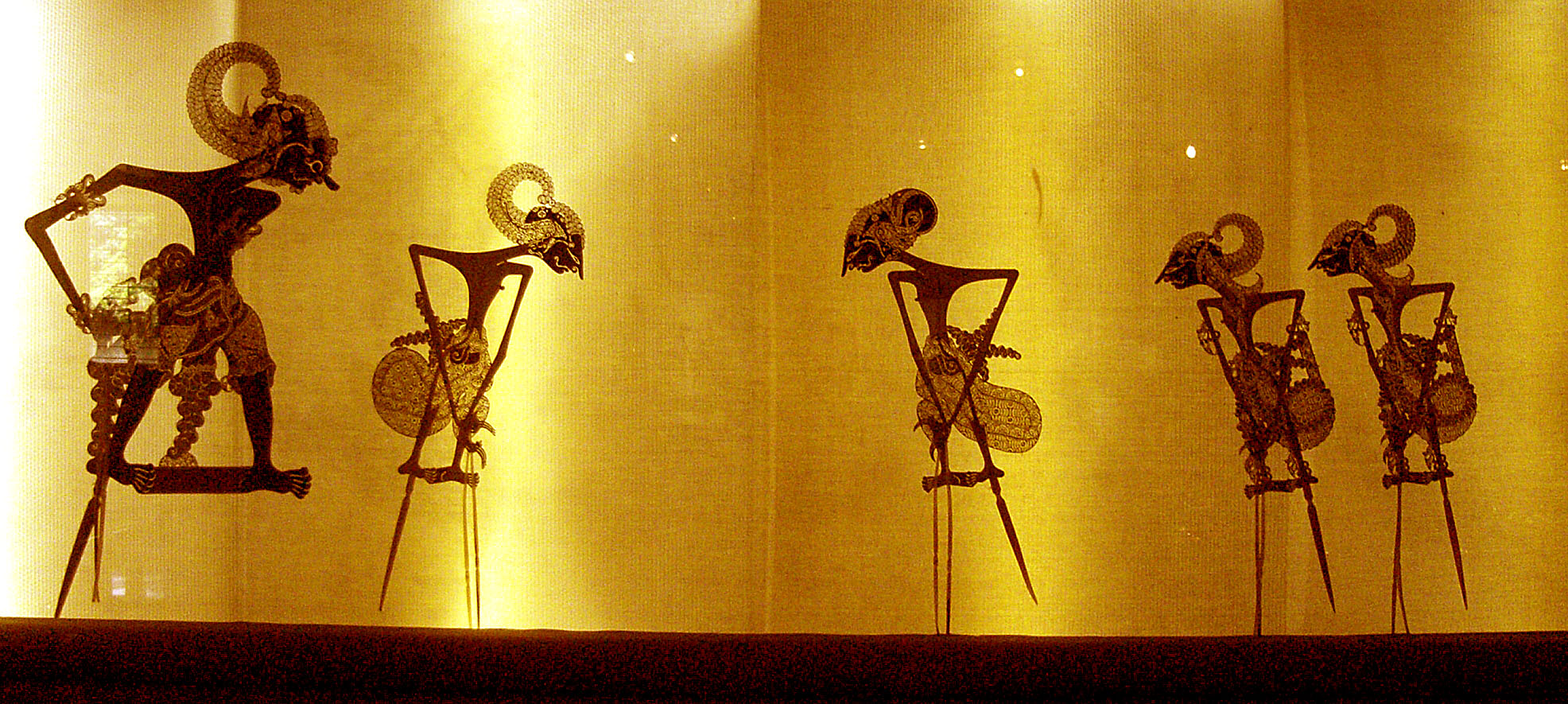
パーンダヴァの5人兄弟を描いたワヤン・クリ（影絵人形芝居）。左から順に、ビーマ、アルジュナ、ユディシュティラ、ナクラ、サハデーヴァである。

ワヤン・クリ（ジャワ語: ꦮꦪꦁꦏꦸꦭꦶꦠ꧀、wayang kulit）は、インドネシアのジャワ島やバリ島などで行われる伝統的な影絵芝居、またそれに使われる人形のことである。人形を操る人をダランと呼ぶ。芝居はヒンドゥー寺院での祭りなどで行われ、演目の主な題材はインドの古代叙事詩『マハーバーラタ』や『ラーマーヤナ』から採られる。10世紀には既に演じられていたことが記録されている。2003年には、ユネスコの「人類の口承及び無形遺産の傑作の宣言」において傑作の宣言を受けており、無形文化遺産に登録されることが事実上確定していたが、2009年9月の第1回登録で正式に登録された。

## 名称
ワヤン（ꦮꦪꦁ、wayang）は影を、クリ（ꦏꦸꦭꦶꦠ꧀、kulit）は革を意味する。ワヤン・クリッ、ワヤン・クリットとも表記される。
単にワヤンとも呼ばれているが、実際には数多くの種類の演劇の総称である。ワヤン・クリ以外にワヤンの名を冠する演劇としては絵巻を用いるワヤン・ベベル、木彫りの人形を用いるワヤン・ゴレ、板状の人形を用いるワヤン・クリティ、人間が演じるワヤン・ウォンあるいはワヤン・オラン、仮面を用いるワヤン・トペンなどがある。

## 仕組み

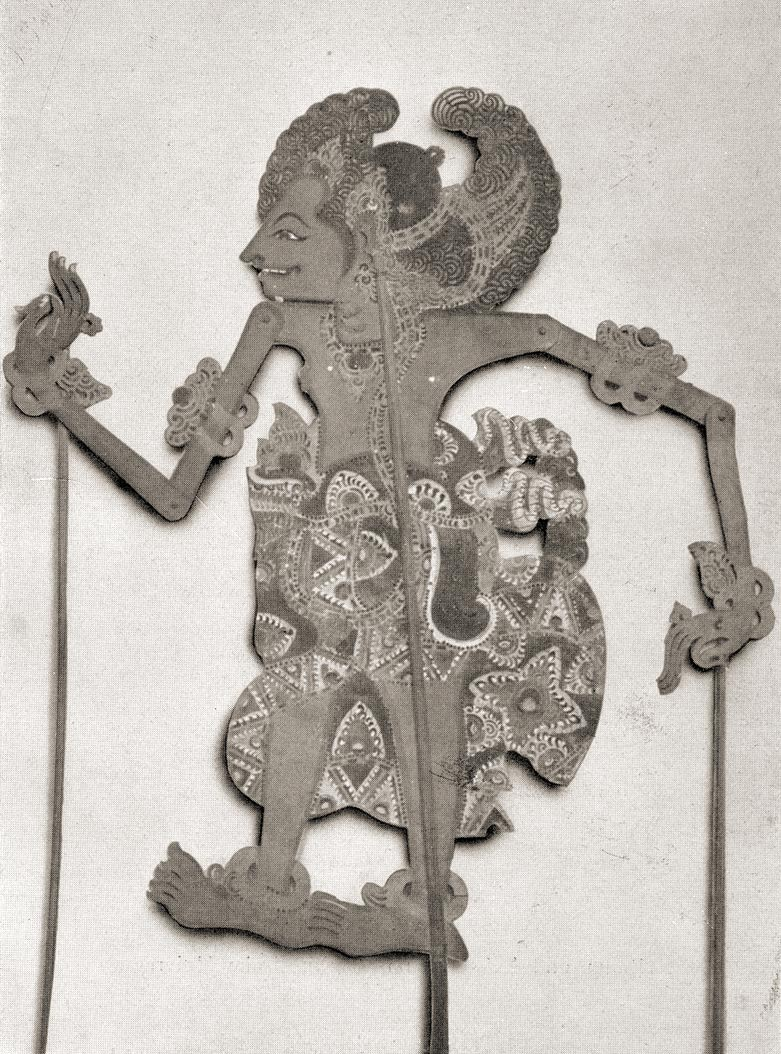
影絵芝居に使う操り人形、ワヤン・クリ

白いスクリーンを貼り、その裏から、石油ランプ（現在では電灯使用も多い）を当てる。間にワヤン・クリの人形を置いて、芝居を行う。観客はランプや人形の反対側からスクリーンに投影された影絵を鑑賞する。使われる言語はインドネシア語ではなく、伝統芸能ゆえジャワ島ではジャワ語、バリ島ではバリ語で行われることがほとんどである。

### 人形遣い（ダラン）
ダランと呼ばれる一人の人形遣いが、語り、歌をうたう、効果音を出すなどしながら、数々の人形をスクリーン間近で操る。人形のセリフもすべてダラン一人で行う。その点では、人形劇（通常は、各人形の操作を個々の人形遣いが行い、声役も人形ごとに異なる）ではあるものの、日本の紙芝居師や講談師のような人が一人で人形の操作まで行うといったような形態である。
ワヤン・クリはダラン一人に頼る部分が大きく、また劇は何時間も続けられることが多い。重労働の上、多くの知識が要求され、ダランという職業は特殊技能と言える。そのため従来は世襲が多かったが現在では育成のため、また未来への継承のため国立大学や専門学校でも教育を行っている。

### 人形
人形は平面的であり、裏返して投影することにより向きが反対になる。たいていの場合、関節部分を動かせるように作られている。素材は牛、水牛、ヤギなどの皮（羊皮紙に類似）、それと操作棒の竹である。皮部は着色されていない部分はわずかに光を透し、部分的に細かく穴がうがってあり、複雑な模様が施されている。これにより、人や動物の形は単に全体が陰なのでなく、体の各部分の輪郭も表される。また、右の写真ではわからないが、着色してある。この色は当然に観客からは見えない。スクリーンの裏側は、あの世であるとされ、あの世では色の付いた美しい世界が、現世では白黒にしか見えない、ということを表すと言われている。人形には中心に1本の太い棒がついていて、下がとがっている。これにより、人形遣いが、スクリーンのすぐ手前にある座に突き刺し、人形が出演したままにしておくことができるのである。

### 音楽
人形遣いの後ろでは、2名以上のガムラン奏者がいて、伴奏をする。このガムランは通常はグンデルという鉄琴である。グンデルの前に座って両手に先の丸いバチを持ち、同時に2音を奏する。

### その他
人形が立体で、より現物に近い形のワヤン・ゴレよりも平面のワヤン・クリのほうが主流なのは、偶像の作製が禁止されているイスラムの到来、浸透により、神をリアルな形で表現することが憚られたためである。

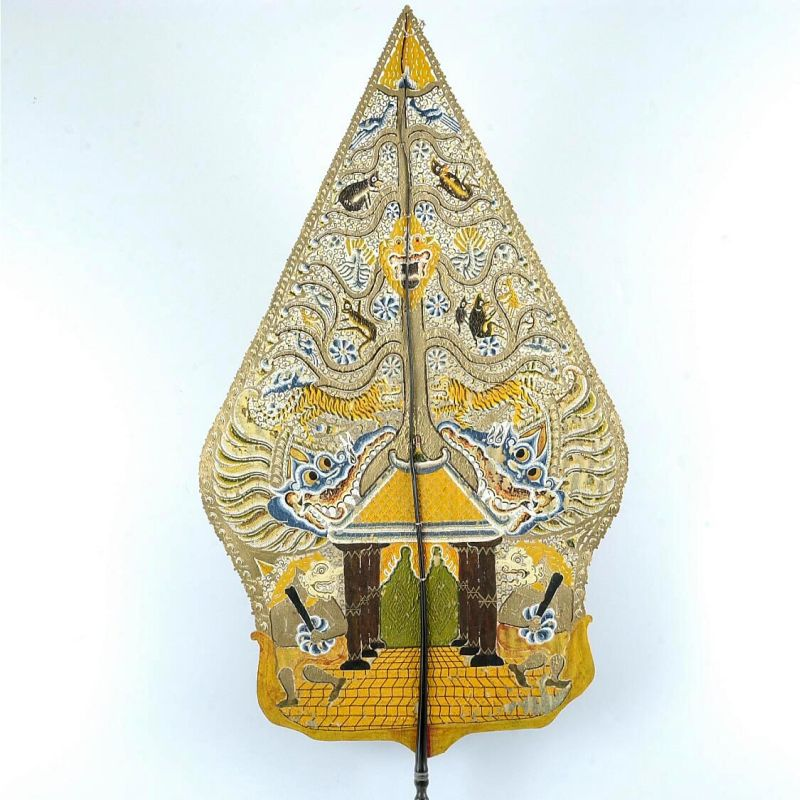
グヌンガン

登場するのは人間、神、動物や怪物などであり、基本的に無地の背景であるが、背景的な役目をする特殊な影絵として、ジャワの場合グヌンガン（gunungan）がある。これは直接的には「山」を表し、形は上側が尖った団扇のような形をしており、可動部が存在しない。細かな装飾がされ、生命の樹（世界樹）や森の動物などが描かれている。一般の人形に比べると大サイズではあるが極端には大きくない。劇中では山や森のほか、宇宙、そして火や風など多くのものを表す。また劇の開始前、場面の切り替わり、劇の終了などに登場しチャプターを表す。バリの場合は、カヨナン（kayonan）もしくはカヨン（kayon）がこれに相当する。「木」の意味であり、世界樹を表す。形はジャワとやや異なり、上部が丸くなっていることが多い。
音楽以外はほぼダラン一人によって行われ、表現に限りがあるが、ときにスクリーンから人形を遠ざけ、影を大きくしたり、ぼやかしたりすることにより情景描写や心理描写の効果としている。
大きな会場ではダランが居るスクリーン裏側（舞台裏）にも客席が用意され、鑑賞が可能である。この場合、影絵ではなく直接人形を見ることになる。ダランの人形操作や、影絵では見ることの出来ない人形への彩色を確認することができる。またガムラン奏者の生演奏を間近で見ることができる。